# Filialkirche Strassen

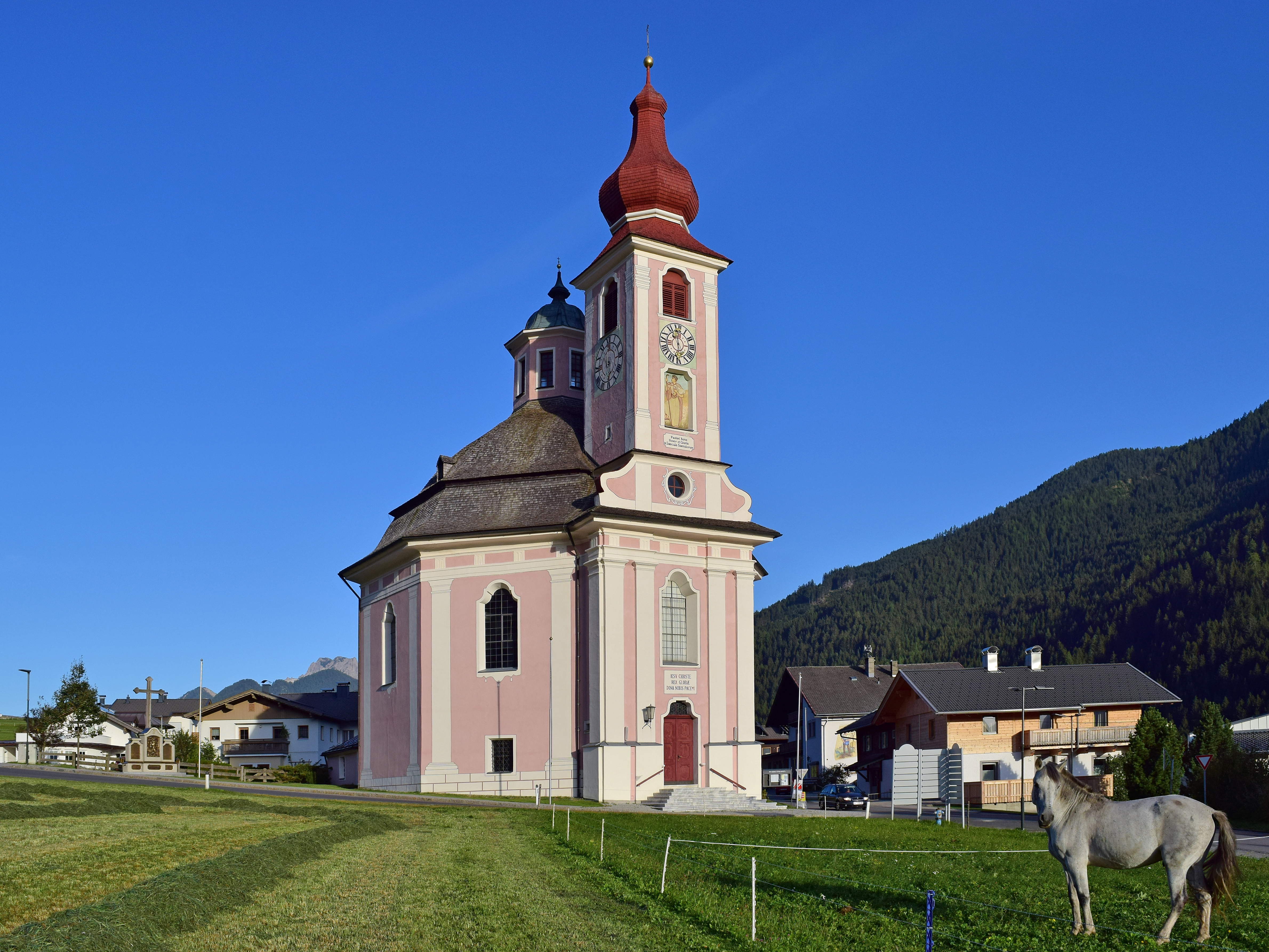
Katholische Filialkirche zur Heiligsten Dreifaltigkeit in Strassen

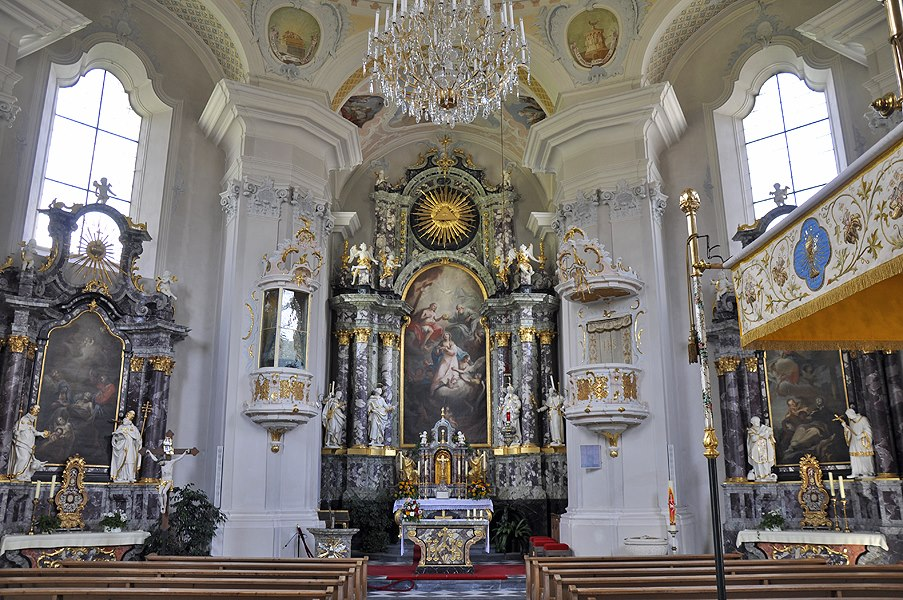
Blick zum Hochaltar

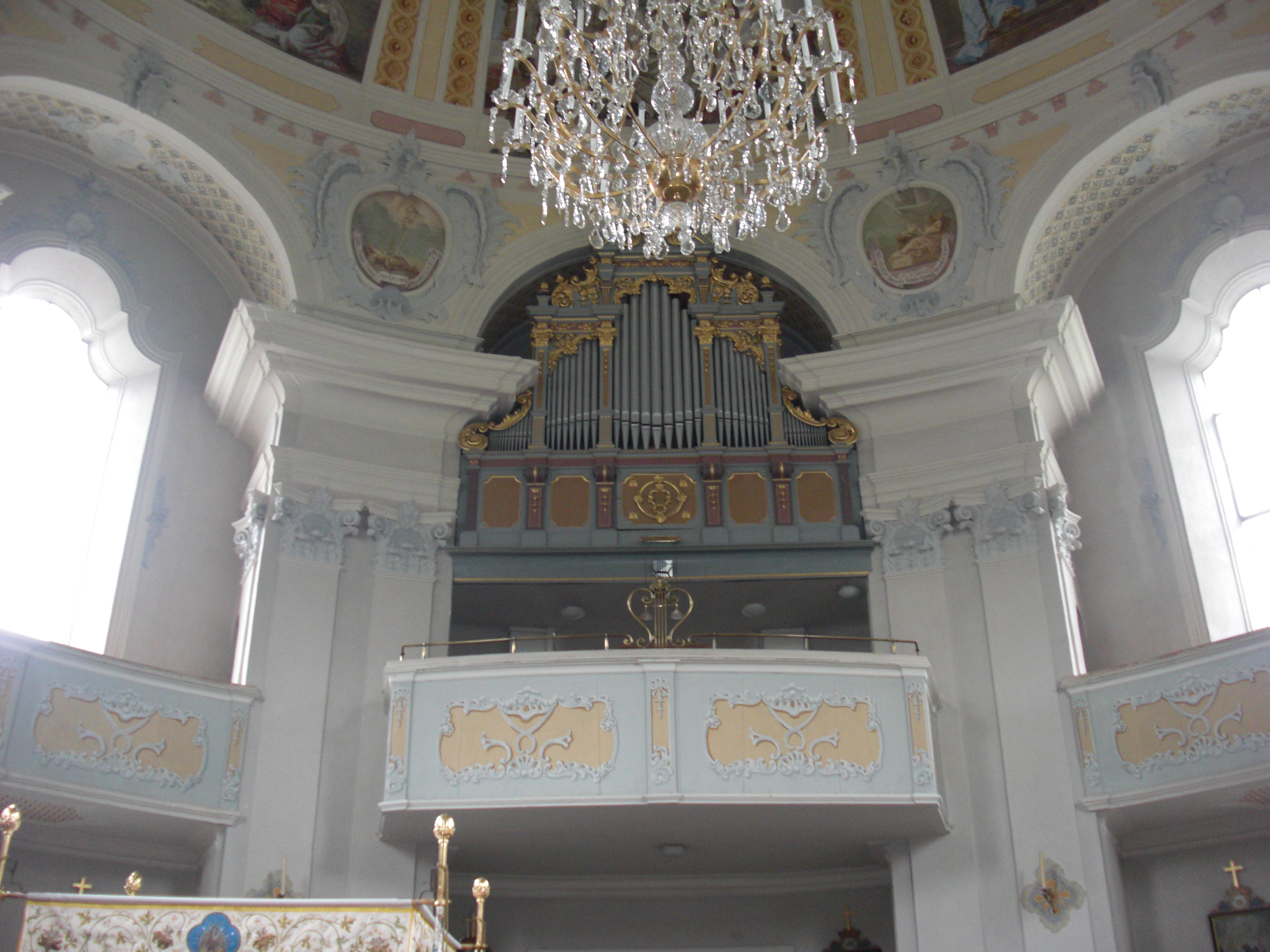
Blick zur Empore

Die römisch-katholische Filialkirche Strassen steht in 1098 m Seehöhe in freier Lage neben der Durchzugsstraße in der Gemeinde Strassen im Bezirk Lienz im Bundesland Tirol. Die dem Patrozinium hl. Dreifaltigkeit unterstellte  Filialkirche gehört zum Dekanat Sillian in der Diözese Innsbruck. Die Kirche steht unter Denkmalschutz (Listeneintrag).

## Geschichte
Im Jahre 1638 wurde eine bestehende Kapelle vergrößert und 1641 durch den Brixner Weihbischof Anton von Crosini eingeweiht. Da die Kirche zu klein war, wurde im Frühjahr 1763 die gesamte Kapelle bis auf die Grundmauern abgetragen und durch den Baumeister Thomas Mayr aus Lienz mit einem Neubau begonnen. Im Jahre 1930 wurde eine Innenrenovierung durchgeführt und es folgte eine Sakristeierweiterung.
Im Jahre 1949 bis 1952 wurde das Kirchendach mit Schindeln neu bedeckt und die Außenfassade renoviert. 1954 wurden die zwei Beichtstühle aufgestellt und 1979 durch neue ersetzt. In den Jahren 1977–1979 und 1990 erfolgte eine komplette Innen- und Außenrestaurierung, die Finanzierung erfolgte großenteils durch Spenden. Am 15. Juli 1979 wurde die Kirche durch Diözesanbischof Paulus Rusch geweiht.

## Architektur
Für den äußerst reizvollen barocken Zentralbau mit einer Kuppel und einem Fassadenturm scheint sich Thomas Mayr an den Bauten des salzburgerischen Hofbauverwalters Wolfgang Hagenauer in Böckstein und Viehhofen orientiert zu haben.
Das Kirchenäußere zeigt einen oktogonalen Zentralraum und einen höheren rechteckigen Chor und beidseits am Chor symmetrisch angebaute Sakristeien. Das achtseitige geschwungene Kuppeldach trägt eine achtseitige Laterne mit Viereckfenstern. Die vorspringende Hauptfront hat Pilaster und darüber einen Turm mit Zwiebelhaube mit Schallöffnungen mit unterbrochenen Konvexbögen. Der übrige Kirchenbau zeigt eine Putzgliederung mit Pilastern und Quadermalerei und darüber ein Kranzgesims mit der Andeutung von Gebälk durch ein Triglyphenmotiv. Über dem Portal nennt ein Chronogramm 1769. Der Turm zeigt das Fresko Guter Hirte von Oswald Kollreider 1979.
Das Kircheninnere zeigt einen Zentralraum mit sehr qualitätvoller Architektur und Ausstattung. Der Zentralraum wird durch acht massive Wandpfeiler mit Doppelpilastervorlagen mit stuckverzierten Kapitellen und einem darüberliegenden weit ausladenden Gebälkstück. Die dadurch gebildeten flachen Nischen sind oben mit Rundbögen unterwölbt; die rückwärtigen fünf Nischen sind durch Emporenbrücken unterteilt und mit Korbbögen unterwölbt. Anstelle der vordersten Nische besteht eine Ausweitung zum kreuzgratgewölbten Chor, und in den beiden flankierenden Nischen stehen Seitenaltäre. Über den Gebälkstücken der Wandpfeiler wird das Oktogon in den Kreis und damit zur Kuppel übergeleitet, die durch flache, zur Laterne hin sich verjüngende Gurte in acht Felder unterteilt ist. Die Fenster haben unterbrochene Konvexbogen.
Die Kuppelmalerei schuf der Brixner Hofmaler Franz Anton Zeiller 1768, mit zwei Zyklen zu je vier Bildern, gewidmet der Jungfrau Maria und dem hl. Franz Xaver. Im Kuppelteil über dem Eingang befindet sich ein Selbstporträt des Künstlers mit Signatur und Datierung. Die Stuckmedaillons im obersten Teil der Wandpfeiler zeigen Darstellungen aus dem Alten Testament versehen mit Versen aus der Lauretanischen Litanei. Chronogramme nennen mit 1763 den Baubeginn und mit 1768 das Jahr der Ausmalung. Im Chor befindet sich die Darstellung Engelreigen um IHS und Evangelisten.

## Einrichtung
Die Altäre aus 1770 zeigen ähnlichen Aufbau mit Säulen, verkröpften Gebälkstücken und Aufsätzen mit Voluten und Putti. Der Hochaltar zeigt das Bild Krönung Mariens durch die Heiligste Dreifaltigkeit als vergrößerte Kopie des alten Altarblattes gemalt von Johann Mitterwurzer 1778 und trägt die Statuen der Heiligen Jakobus der Ältere, Petrus, Paulus, Franz Xaver. Die Seitenaltäre zeigen Bilder von Karl Henrici 1770/1778, links Tod des hl. Josef und die Statuen der Heiligen Silvester und Gregor, und rechts Tod des hl. Franz Xaver und die Statuen der Heiligen Ignatius von Loyola und Aloisius von Gonzaga.
Die Kanzel zeigt reiche Ornamente und ausladende Verzierungen am Deckel, das Gegenstück zur Kanzel bildet ein Glaskasten mit einer barock bekleideten Marienfigur. Es gibt ehemalige Fahnenblätter Heilige Familie und Maria Immaculata aus dem Anfang des 19. Jahrhunderts. Die Kreuzwegstationen aus Heiligkreuz bei Hall in Tirol entstanden im 18. Jahrhundert.
Die Orgel baute Franz Reinisch II. 1902. Eine Glocke nennt Franz Graßmayr 1787.